# Mary xứ Bohun
Mary de Bohun (khoảng 1369/70 – 4 tháng 6 1394) là người vợ đầu tiên của vua Henry IV của Anh. Bà không bao giờ được làm vương hậu Anh vì bà qua đời trước khi chồng bà lên ngôi vua. Dù vậy, bà vẫn là thân mẫu của vua Henry V. Tuy không phải vương hậu nhưng dù gì bà vẫn sinh ra một vị vua hợp pháp. Mary qua đời năm 1394, có thể là do biến chứng sau sinh.

## Cuộc sống ban đầu
Mary là con gái của Humphrey, Bá tước thứ 7 của Hereford, và Joan FitzAlan (1347/48–1419), con gái của Richard FitzAlan, Bá tước thứ 10 của Arundel và Eleanor xứ Lancaster. Thông qua mẹ, Mary được coi là hậu duệ của Llywelyn Đại đế.
Mary và chị gái của cô, Eleanor xứ Bohun, là những người thừa kế tài sản đáng kể của cha họ. Eleanor trở thành vợ của Thomas xứ Woodstock, Công tước thứ nhất của Gloucester, con út của Edward III. Trong một nỗ lực để giữ quyền thừa kế cho bản thân và vợ, Thomas của Woodstock đã gây áp lực cho em vợ Mary trở thành một nữ tu. Trong một âm mưu với John của Gaunt, dì của Mary đã đưa cô từ lâu đài của Thomas tại Pleshey trở về Arundel, sau đó cô kết hôn với Henry Bolingbroke, Henry IV tương lai.

## Hôn nhân và hậu duệ
Mary kết hôn với Henry, sau đó được biết đến với cái tên Bolingbroke, vào ngày 27 tháng 7 năm 1380, tại lâu đài Arundel. Tại lâu đài Monmouth, một trong những tài sản của chồng bà, Mary đã sinh đứa con đầu lòng, Henry V tương lai, vào ngày 16 tháng 9 năm 1386. Thomas, đứa con thứ hai của bà, được sinh ra ở Luân Đôn ngay trước ngày 25 tháng 11 năm 1387.
Sau đây là những người con của bà:
- Henry V của Anh (1386–1422)[7]làm vua Anh, cưới Catherine của Pháp.
- Thomas của Anh, Công tước của Clarence (1387–1421)[7]
- John của Anh, Công tước của Bedford (1389–1435)[7]
- Humphrey của Anh, Công tước của Gloucester (1390–1447)[7]
- Blanche của Anh (1392–1409)[7] kết hôn năm 1402
- Philippa của Anh (1394–1430)[7] kết hôn năm 1406

## Qua đời
Mary de Bohun qua đời tại lâu đài Peterborough, sau khi sinh đứa con cuối cùng, một cô con gái, Philippa của Anh. Bà được chôn cất trong Nhà thờ Truyền tin của Đức Mẹ Newarke, Leicester.